# Сеид Абдулахад-хан
Сеид Абдулахад-хан (1859 — 23 декабря 1910 год (7 января 1911 год)) — девятый бухарский эмир из узбекской династии Мангытов, правивший в 1885—1910 годах. Пятый сын Эмира Музаффара.

## Происхождение

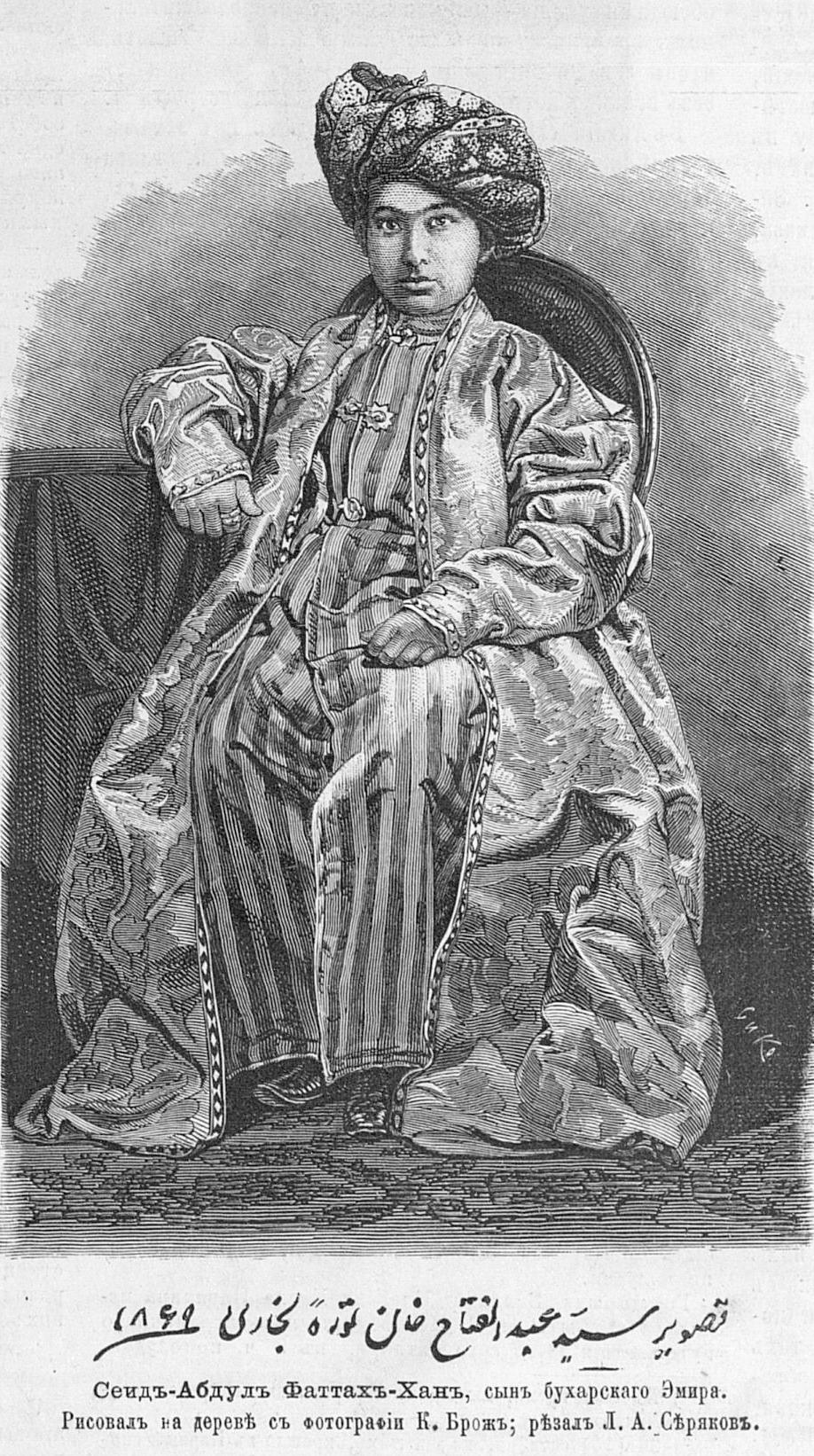
Сеид-Абдул-Ахад-Хан, 1869 год

Родился в городе Кермине 14 (27) марта 1859 года (по другим источникам — в 1857), в семье эмира Бухары Сайида Музаффара Бахадур-хана. По свидетельству современников, мать эмира — персидская рабыня по имени Шамшат, отличалась редким умом и стала любимой супругой эмира Музаффара. С 14 лет (по другим источникам — с 18) Абдулахад Бахадур хан являлся правителем г. Кермине. По словам посещавших его русских путешественников, наследник эмира Бухарского эмирата вёл довольно простой образ жизни. Молодой Абдулахад Бахадур-хан являлся большим поклонником верховой езды и считался одним из лучших наездников эмирата. Любимыми занятиями эмира были укрощение жеребцов, соколиная охота и верховая игра кок-бури (козлодранье). Будущий эмир Бухары говорил на родном узбекском, а также — персидском, арабском и русском языках.

## Восшествие на престол
В октябре 1885 года, узнав о кончине отца, Абдулахад Бахадур-хан немедленно покинул г. Кермине и в сопровождении 1000 всадников отправился в Бухару. Прежде чем въехать в Бухару, новый эмир посетил мазар (место поклонения) Бахауддин, где совершил молитву. В тот же день он участвовал в похоронах отца. 31 октября 1885 года в бухарской крепости (арке) состоялась церемония поднятия эмира на кошме — ковре из верблюжьей шерсти.
Абдулахад стал первым правителем Бухары, чьё правление полностью прошло в тесном сотрудничестве с императорским домом Российской империи, протекторат которой принял его отец в 1868 году. Первые годы своего царствования эмир вынужден был пребывать в столице своего государства. Однако в самой Бухаре эмир проводил не более полугода, зимой уезжая, обыкновенно на несколько месяцев, в поселения Шахрисабз и Карши, а в июне и июле живя в любимом им г. Кермине. Возвращаясь в Бухару, эмир Абдулахад Бахадур-хан обычно останавливался не в крепости Бухары, а в своём загородном дворце Ширбудун. На девятом году царствования в 1894 году, рассорившись с бухарским духовенством, эмир поселился в г. Кермине и никогда более, до самой своей кончины, не возвращался в Бухару.

## Правление

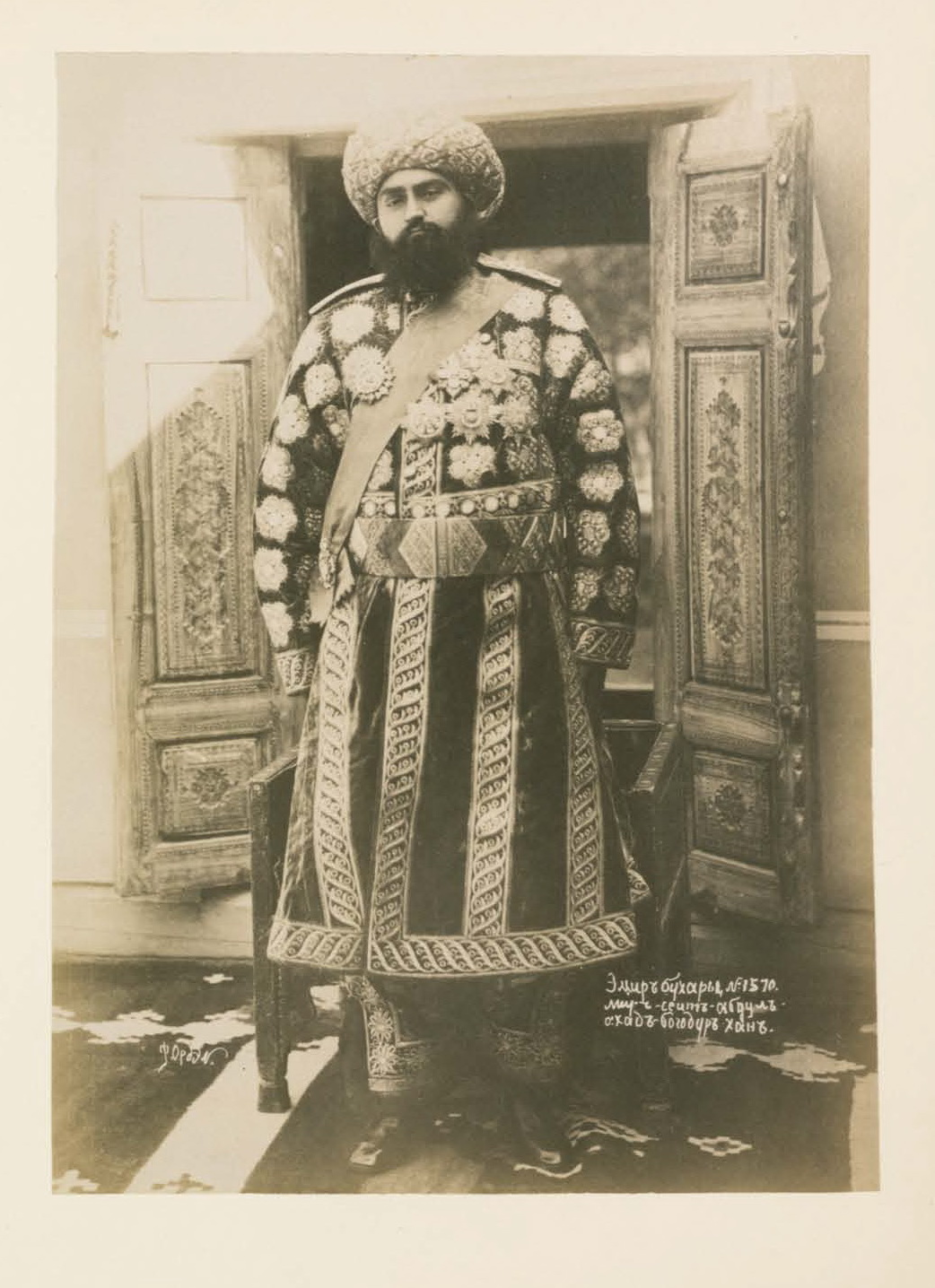
Эмир Бухары Сеид Абдулахад-хан. Около 1890.

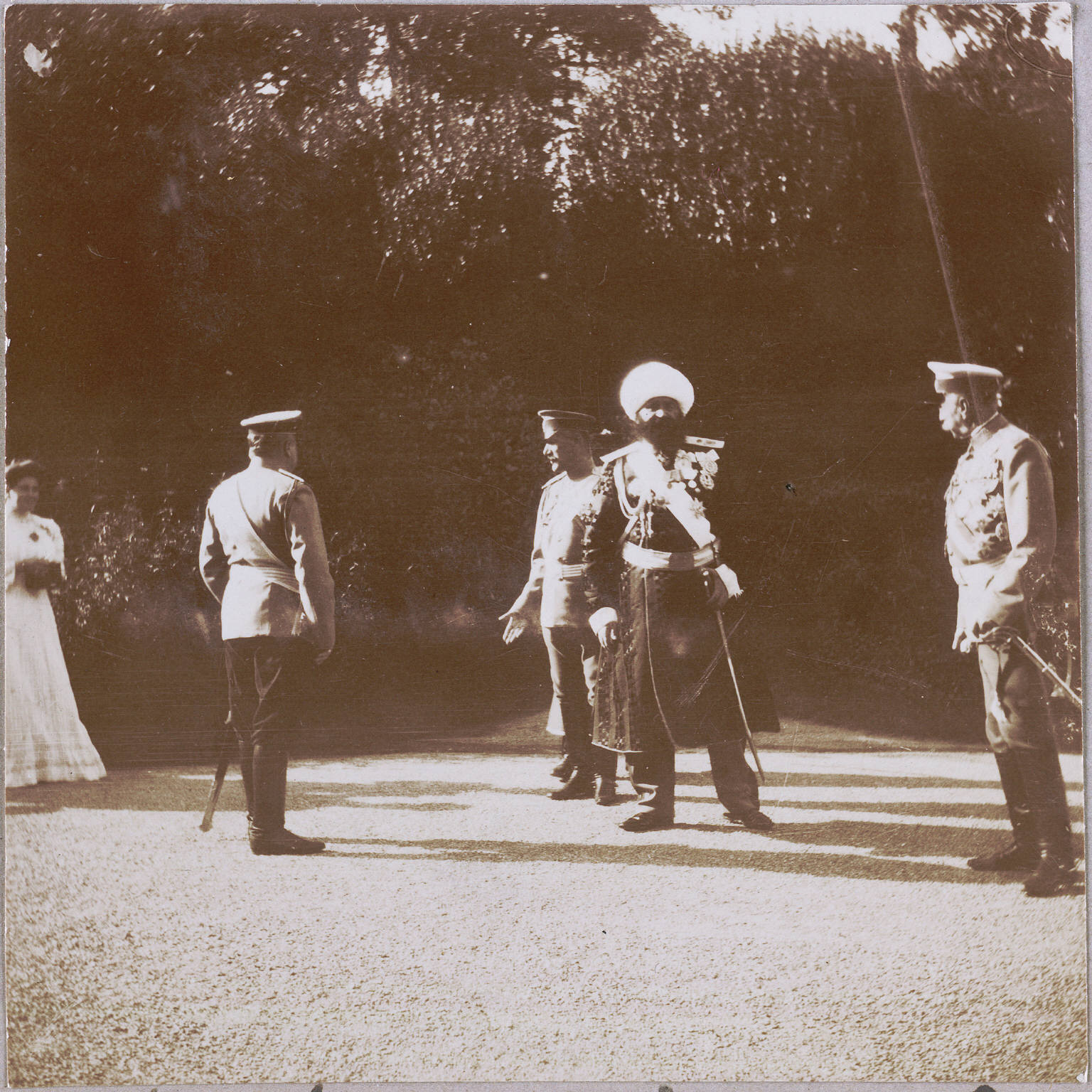
Эмир Бухары Сеид Абдулахад-хан в Крыму в Ливадии. 1909.

Эмир лично и весьма деятельно участвовал в торговле каракулем, занимая третье место на мировом рынке по объёму торговых операций с этим ценным мехом. По некоторым данным, на личных счетах эмира только в Российском государственном банке хранилась огромная сумма — около 27 миллионов рублей золотом при том, что ещё около 7 миллионов — в частных коммерческих банках России.
При его правлении в Бухарском эмирате появились новые награды — Медали Бухарского эмирата. В 1886 году он учредил орден Короны государства Бухары.
Большое внимание Абдулахад Бахадур-хан уделял вооружённым силам своего государства. В 1895 году он реорганизовал бухарскую армию.
Бухарский историк Абдалазим Сами критично отзывался о политике Абдулахад-хана:

А безродные подонки общества и алчные безнравственные люди достигли и удостаиваются благодаря милостивому к ним отношению и покровительству высоких ступеней почёта, благодеяний, начальственных должностей и даже выше этого… В особенности презреннейшие шииты, которые в прежние времена были подчинёнными, низкими людьми и проводили время в службе и угождении жителям этой страны, [теперь] достигли такой степени господства и засилья, выше которой невозможно представить [себе].— Мирза 'Абдал'азим Сами. Та'рих-и Салатин-и Мангитийа. М. 1962, с.117-118
Эмир Бухары имел свитское звание генерал-адъютанта (19 февраля 1902 года), являлся генералом от кавалерии Русской армии (1900), наказным атаманом Терского казачьего войска, шефом 5-го Оренбургского казачьего полка. Эмир носил титул «высочество», пожалованный императором Николаем II в 1896 году. В 1906 году пожалован в кавалеры высшего ордена России — Святого Апостола Андрея Первозванного.
В отличие от современных ему мусульманских лидеров, эмир много путешествовал, в особенности в Европейской части Российской Империи. В 1902 году эмир, а также его сын-наследник Сейид Алим-хан прибыли в Санкт-Петербург В 1906 ему было разрешёно возвести в Петербурге мечеть. Неоднократно посещал Крым. Каждое лето проводил в Ялте, где дружил с Юсуповыми. Был почётным членом Крымско-Кавказского горного клуба. Был провозглашён почётным гражданином Пятигорска и Ялты, в его честь в этих городах были названы улицы. Эмир был неоднократно награждён высшими орденами Российской Империи.

## Творчество эмира Абдулахада
Абдул-Ахад Бахадур-хан увлекался поэзией. Эмир являлся не только почитателем изящной словесности, но и составил «Диван» (сборник стихов). Свои поэтические творения эмир писал под псевдонимом «Оджиз» — слабый, беспомощный.

## Известные историки и поэты эпохи Абдулахада
В эпоху эмира Абдулахада наиболее известными историками были: Абдалазим Сами, Ахмад Дониш, Насир ад-дин ибн амир Музаффар, Абди Мирабдулходжа.

## Постройки эмира Абдулахада
По приказу Абдулахада Бахадур-хана было построено 3 дворца — в Новой Бухаре, в Ялте и в Железноводске, потому что эмир почти каждое лето отдыхал на Кавказе, на Минеральных водах или в Крыму.

## Смерть
Эмир Абдул-Ахад Бахадур-хан скончался 7 января 1911 года в г. Кермине, возможно, от болезни почек. В отличие от других бухарских эмиров был похоронен в Кермине. Его наследником стал сын Сейид Алим-хан.

## Постройки и пожертвования

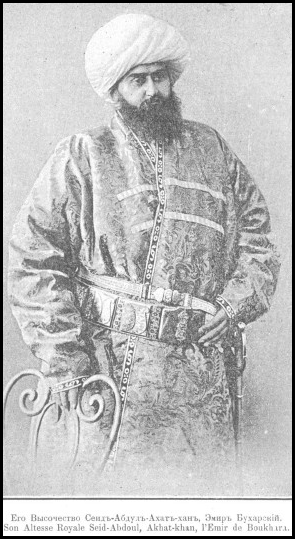
Сеид-Абдул-Ахад-Хан. Конец XIX века.

Эмир Саид Абдулахад-хан делал большие пожертвования для постройки различных зданий и сооружений:
- Главные нарзанные ванны в Кисловодске архитектора Клепинина А. Н.[9],
- Дворец эмира Бухарского в Железноводске архитекторов В. Н. Семёнова и И. И. Байкова,
- Дворец эмира Бухарского в Ялте архитектора Н. Г. Тарасова,
- Дворец эмира Бухарского (Новая Бухара) спроектирован А. Л. Бенуа,
- Бывшее представительство эмира Бухарского в Оренбурге,
- Дом эмира Бухарского в Санкт-Петербурге по проекту С. С. Кричинского.

Также на средства эмира и деньги его подданных (более 1 млн рублей) построен эсминец «Эмир Бухарский», участвовавший в Первой мировой войне.
Эмир Бухары являлся почётным членом Туркестанского благотворительного общества. На особом месте для эмира стояла забота о делах ислама. Так, переданные им в вакф в пользу святынь Мекки и Медины владения приносили до 20 тысяч рублей годового дохода, а в начале 1880-х годов эмир Абдулахад Бахадур-хан пожертвовал несколько тысяч рублей на постройку Хиджазской железной дороги.
В 1888 году Абдулахад-хан расходовал часть денег преподнесенных Государю Императору на ремонт величественной мечети Султан-Азрет мавзолея Ходжа Ахмеда Яссави в городе Туркестане.
Наконец, совершенно исключительную роль сыграл эмир в строительстве знаменитой мечети в Санкт-Петербурге — крупнейшей мечети в Европе той эпохи. Абдулахад Бахадур хан добился у русского правительства разрешения на постройку мечети и пожертвовал 350 тысяч рублей на выкуп земельного участка для строительства и ещё 100 тысяч на само строительство. Кроме этого, эмир организовал сбор для этой цели пожертвований среди бухарских купцов. Всего же собрано было более 200 тысяч рублей золотом.
Сеид Абдул Ахад хан вёл переписку с Российской империей, Италией, Тунисом, Персией, Францией, Болгарией, Данией, Черногорией, Сиамом (нынешний Таиланд).

## Генеалогия Абдулахад-хана
| Худаяр-бий | Худаяр-бий | Худаяр-бий | Худаяр-бий | Худаяр-бий | Худаяр-бий |          |          | Абулфейз-хан | Абулфейз-хан | Абулфейз-хан | Абулфейз-хан | Абулфейз-хан | Абулфейз-хан |        |        |        |        |  |  |  |  |  |  |  |  |  |  |  |  |  |  |
| Худаяр-бий | Худаяр-бий | Худаяр-бий | Худаяр-бий | Худаяр-бий | Худаяр-бий |          |          | Абулфейз-хан | Абулфейз-хан | Абулфейз-хан | Абулфейз-хан | Абулфейз-хан | Абулфейз-хан |        |        |        |        |  |  |  |  |  |  |  |  |  |  |  |  |  |  |
| Даниял-бий |            |            |            |            |            |          |          |              |              |              |              |              |              |        |        |        |        |  |  |  |  |  |  |  |  |  |  |  |  |  |  |
|            |            |            |            |            |            |          |          |              |              |              |              |              |              |        |        |        |        |  |  |  |  |  |  |  |  |  |  |  |  |  |  |
| Шахмурад   | Шахмурад   | Шахмурад   | Шахмурад   | Шахмурад   | Шахмурад   |          |          | Юлдуз-бегим  | Юлдуз-бегим  | Юлдуз-бегим  | Юлдуз-бегим  | Юлдуз-бегим  | Юлдуз-бегим  |        |        |        |        |  |  |  |  |  |  |  |  |  |  |  |  |  |  |
| Шахмурад   | Шахмурад   | Шахмурад   | Шахмурад   | Шахмурад   | Шахмурад   |          |          | Юлдуз-бегим  | Юлдуз-бегим  | Юлдуз-бегим  | Юлдуз-бегим  | Юлдуз-бегим  | Юлдуз-бегим  |        |        |        |        |  |  |  |  |  |  |  |  |  |  |  |  |  |  |
|            |            |            |            |            |            |          |          |              |              |              |              |              |              |        |        |        |        |  |  |  |  |  |  |  |  |  |  |  |  |  |  |
|            |            |            |            | Хайдар     |            |          |          |              |              |              |              |              |              |        |        |        |        |  |  |  |  |  |  |  |  |  |  |  |  |  |  |
|            |            |            |            |            |            |          |          |              |              |              |              |              |              |        |        |        |        |  |  |  |  |  |  |  |  |  |  |  |  |  |  |
|            |            |            |            | Насрулла   |            |          |          |              |              |              |              |              |              |        |        |        |        |  |  |  |  |  |  |  |  |  |  |  |  |  |  |
|            |            |            |            |            |            |          |          |              |              |              |              |              |              |        |        |        |        |  |  |  |  |  |  |  |  |  |  |  |  |  |  |
|            |            |            |            | Музаффар   | Музаффар   | Музаффар | Музаффар | Музаффар     | Музаффар     |              |              | Шамшад       | Шамшад       | Шамшад | Шамшад | Шамшад | Шамшад |  |  |  |  |  |  |  |  |  |  |  |  |  |  |
|            |            |            |            | Музаффар   | Музаффар   | Музаффар | Музаффар | Музаффар     | Музаффар     |              |              | Шамшад       | Шамшад       | Шамшад | Шамшад | Шамшад | Шамшад |  |  |  |  |  |  |  |  |  |  |  |  |  |  |
|            |            |            |            |            |            |          |          |              |              |              |              |              |              |        |        |        |        |  |  |  |  |  |  |  |  |  |  |  |  |  |  |
|            |            |            |            |            |            |          |          | Абдулахад    |              |              |              |              |              |        |        |        |        |  |  |  |  |  |  |  |  |  |  |  |  |  |  |

## Награды
- Орден Святого Станислава 2-й ст. со звездой, украшенной бриллиантами (1883)[11];
- Шашка, украшенная бриллиантами (1883);
- Орден Святой Анны 1-й ст. с бриллиантами (1888);
- Орден Белого Орла с бриллиантами (1889);
- Орден Святого Александра Невского с бриллиантами (1893);
- Портрет императора Александра III c бриллиантами для ношения на груди (1895);
- Портрет императора Николая II c бриллиантами (1898);
- Орден Святого Владимира 1-й ст. (1902);
- Орден Святого апостола Андрея Первозванного укршенный бриллиантами (1906);
- алмазные знаки цепи ордена Святого апостола Андрея Первозванного (1908).